# Черпайоки
Черпайоки — река в России, протекает по территории Луусалмского сельского поселения Калевальского района Карелии.
Начало река берёт в болоте. Затем, пересекая автомобильную дорогу 86К-16 («Тунгозеро — Калевала»), река впадает в озеро Руогоярви на высоте 181,9 метров над уровнем моря. Длина реки — 13 км.

## Данные водного реестра
По данным государственного водного реестра России относится к Баренцево-Беломорскому бассейновому округу, водохозяйственный участок реки — Ковда от истока до Кумского гидроузла, включая озёра Пяозеро, Топозеро. Речной бассейн реки — бассейны рек Кольского полуострова и Карелии, впадает в Белое море.